# Atiq Rahimi
Atic Rahimi (Kabul, Afganistan 23 de febrer de 1962) escriptor i realitzador afganès que escriu en persa i francès. Premi Goncourt de 2008.
Fill d'una mare anglòfona i d'un pare germanòfil, i amb un germà comunista, va estudiar a l'Institut franco-afgà "Estiglal" de Kabul, centre freqüentat per membres de la família reial i les elits tradicionals del país. Després va estudiar Literatura a la Universitat de Kabul. D'estudiant es guanyava la vida donant classes de persa a l'ambaixada de França a Kabul.
El 1984 la guerra el va obligar a marxar a Pakistan i posteriorment demanar asil polític a França. Actualment viu a París on ha estudiat literatura francesa i ha fet un doctorat en comunicació audiovisual a la Sorbona.
El 2004 va quedar finalista del Premi Internacional de Literatura IMPAC de Dublín, que va guanyar l'escriptor Tahar Ben Jelloun.
El 21 d'abril de 2016 va rebre el títol de Doctor Honoris Causa per part de la Universitat de Rouen.
Paral·lelament a la seva activitat com a novel·lista i guionista, ha treballat en agències de publicitat, ha fet les editorials d'un alcalde en un diari municipal i ha col·laborat amb la cadena "Arte" i el canal "Histoire". El seu primer llargmetratge "Terre et Cendres" va obtenir el Premi "Regard vers l'avenir" al Festival de Cannes., i el premi de joves realitzadors del Festival de Saint-Jean-de-Luz. La seva primera novel·la en francès va rebre el Premi Goncourt de l'any 2008. Anys més tard, el 2023 va formar part del jurat de la competició oficial del 76è Festival Internacional de Cinema de Canes.

## Obres

### Novel·les
- 2000 : Terre et cendres. Traducció al català de Víctor Compta: "Terra i cendres" Ed. La Magrana 2002. ISBN 978-8482643779
- 2002 : Les Milles Maisons du rêve et de la terreur.[Enllaç no actiu]
- Traducció al català d'Anna Casassas: "Les mil cases del somni i del terror" Ed. La Magrana 2004. ISBN 8482645153
- 2005 : Le Retour imaginaire
- 2008 : Syngué Sabour. Traducció al català de Imma Estany:"La pedra de la paciència:Sangué sabur". Ed. Empúries 2009. ISBN 978-8497874236
- 2011 : Maudit soit Dostoïevski.
- 2015 : Compte comme moi ! (conjuntament amb Olivier Charpentier)
- Agost 2015 : La Ballade du calame
- 2019: Les porteurs d'eau

Les tres primers novel·les les vas escriure en persa.

### Pel·lícules
- 2001: Nous avons partagé le pain et le sel (Documental)
- 2002: Afghanistan, un état impossible (Documental)
- 2004: Terre et cendres (Khâestar-o-khâk)
- 2012: Syngué sabour. Pierre de patience. Seleccionada als 26ns Premis del Cinema Europeu.
- 2019: Notre-Dame du Nil ó Our Lady of the Nile va rebre l'Os de Cristall a lla millor pel·lícula en la secció Premi Generation 14Plus del 70è Festival Internacional de Cinema de Berlín.